# Claudia Lizaldi

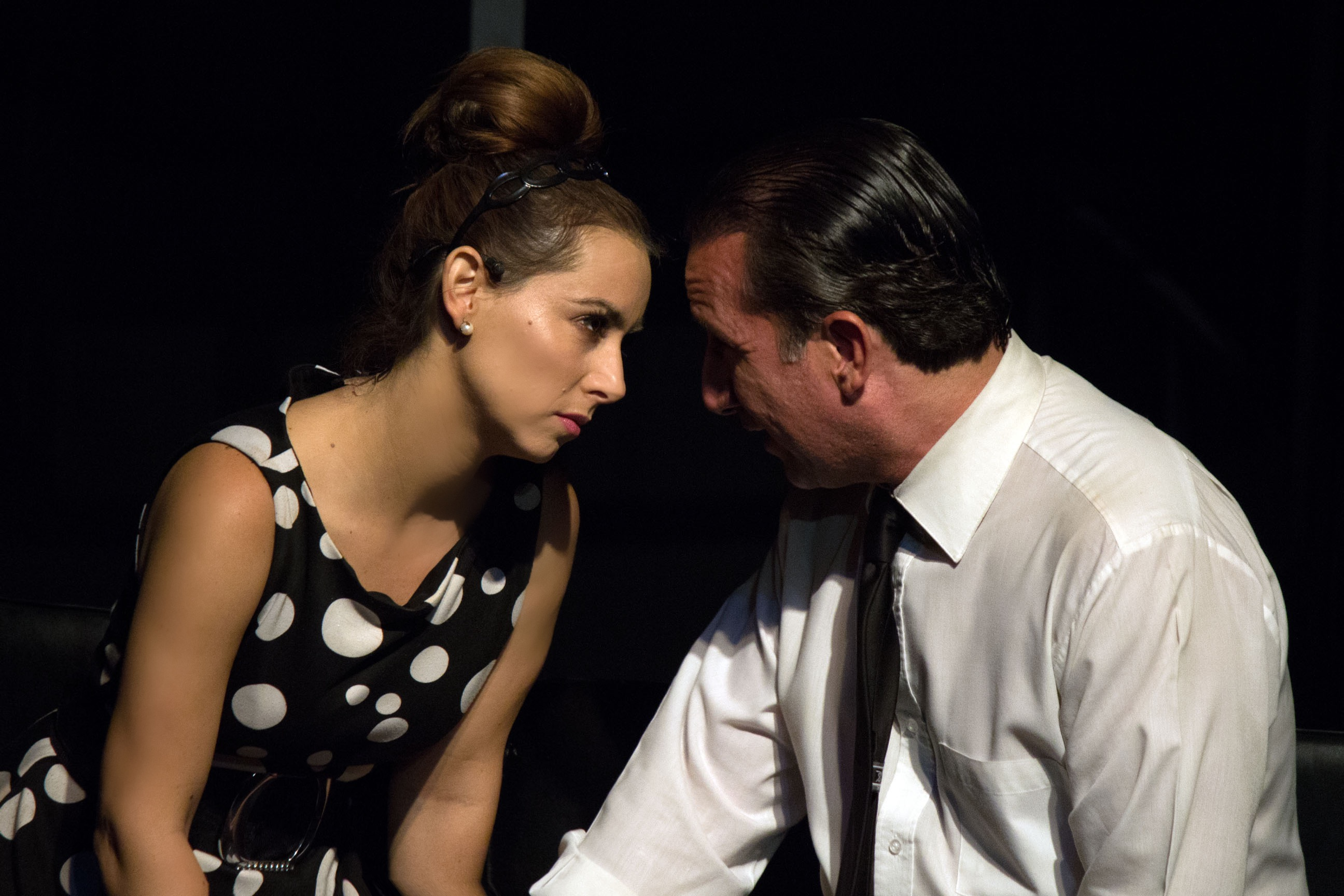
Claudia Lizaldi en la obra Extraños En Un Tren

Claudia Lizaldi Mijares (Ciudad de México, 19 de agosto de 1978) es una presentadora de televisión, actriz, modelo y escritora mexicana. Ha conducido y protagonizado programas de televisión, cine y obras de teatro. Ha escrito tres libros "La Decisión, es Tu Vida, Tú Eliges" en coautoría con el Dr. Miguel Ruiz, "Puro Corazón" en coautoría con su ex cónyuge  y recientemente lanzó el libro Un abrazo para mamá (todos los libros han sido publicados por Editorial Urano).

## Biografía
Claudia nació en la Ciudad de México, estudió Ciencias de la Comunicación en la UVM; estudió actuación en el CEFAC de TV Azteca para después ingresar a Canal 11 conduciendo el famoso programa "A la Cachi Cachi Porra, lo que llevó a Televisa a invitarla a formar parte de su empresa, también estudio en el CEA de Televisa; y es discípula autorizada del Dr. Miguel Ruiz autor de los Best Sellers "Los Cuatro Acuerdos", "La Maestría del Amor" entre otros. Ha publicado libros, "La Decisión, es tu vida tú eliges" con Miguel Ruiz, "Un Abrazo para Mamá" y "Puro Corazón" libro de fotografías con imágenes de corazones que ella misma capturó en un periodo de ocho años, Claudia se ha destacado por su versatilidad, es actriz, escritora, conductora, empresaria y activista, relacionada con distintas causas sociales entre las que destacan las acciones que ha tomado con Greenpeace y Un Kilo de Ayuda, Es directora del sitio Mamá Natural, un espacio dedicado a compartir información relacionada con la paternidad y la crianza.

## Trayectoria

### Televisión
- A la Cachi Cachi Porra (1998) — Conductora
- Hoy sábados (2000) — Conductora
- La jugada (2001) — Conductora
- Pepsi Chart (2001) — Conductora
- Mujer, casos de la vida real — Actriz invitada (varios episodios)
- Festival del Humor (2002) — Conductora
- De la patada (2002) — Conductora
- Nuestra Casa (2002) — Conductora
- Big Brother VIP (2004) — Segundo lugar
- El cristal con que se mira (2005) — Conductora
- Incógnito (2005) — Invitada
- La Oreja (2007) — Conductora
- Vive México (2009) Conductora
- Nuestro Día (2012) — Conductora
- Teletón México (2013) — Conductora
- Fabrica de Garra (2015) — Conductora
- Grandes Chicos (TV Azteca) (2017) — Conductora
- Fabrica de Garra, segunda temporada (2017)
- MasterChef Celebrity México (2023) — Conductora[4]

### Teatro
- Somos, adaptación de The Breakfast Club dirigida por Odiseo Bichir (2000).
- Los monólogos de la vagina.[5] En 2008, producida por Morris Gilbert.
- Cuatro XXXX (2013), producida por Rubén Lara.[6]
- La noche más venturosa (2013), dirigida por Francisco Hernández.
- La Lechuga (2013), dirigida por Sebastián Sánchez Amunategui[7]
- AMORATADOS (2014) Produce Olivia Ortiz de Pinedo[8]
- Vestida y Alborotada MICROTEATRO (2014)[9]
- Por un Shampoo Teatro en Corto (2014)[10]
- aPAZionados (2015)[11]
- Extraños en un Tren (2015 a la fecha)[11]

### Cine
- Mi mejor regalo (2011) — Protagónico
- Olvidados (2013) — Papel de soporte
- Cantinflas (2013)
- Era una vez Pepito (2013) —  La Maestra (voz)
- Casandra (2013) — Rol protagónico

## Causas sociales
Claudia apoya constantemente a Greenpeace con sus campañas de "Cabo Pulmo" y "Detox", y desde 2006 ha actuado como vocera del programa "1 Kilo de Ayuda".
Referente de la lactancia por su trabajo incansable como lactivista, en foros diversos, al lado de la SSA y en campañas nacionales e interns del tema con UNICEF.
En 2009, se unió a una campaña contra el cáncer de seno. 
Asimismo, participa constantemente como conductora en el Teletón Guatemala y el de México.
Participó como portadora de la Antorcha Olímpica para los Juegos Olímpicos Beijing 2008.
También es embajadora de World Vision México.

## Empresas
También ha incursionado en el mundo empresarial. En 2007, lanzó una línea de joyas que lleva su nombre, "Claudia Lizaldi". En 2010 lanzó al mercado de México y España una nueva línea de joyas, conocida como "Mantra".
En 2012 puso en línea el sitio web Mamá Natural, cuyo fin es educar y apoyar a nuevas madres para llevar una vida sana y natural. 